# Caleb Althin
Caleb Althin, född 20 februari 1866 i Karlskrona, död 29 januari 1919 i Stockholm, var en svensk målare, grafiker och teckningslärare.

## Biografi
Caleb Althin studerade vid Konstakademien 1885–1894 med några års uppehåll för studier utomlands i dekorativt måleri. Han är kanske mest känd som grundaren av Althins målarskola 1896, där han var överlärare i frihandsteckning. Under flera årtionden spelade skolan en viktig roll, inte minst genom att förbereda unga konstnärer för inträde vid Konstakademien i Stockholm. Från 1912 var han även lärare i figurteckning vid Konstindustriella skolan (nuvarande Konstfack) i Stockholm.
Han har bland annat utfört dekorativa arbeten i Sofia kyrka i Stockholm, Uppsala domkyrka, altartavlan i Sollefteå kyrka samt i Örebro, Härnösand och Sundsvalls kyrkor.  Han är dessutom känd för att ha gjort ett flertal affischer, bland annat för Salvator öl från Stora Bryggeriet i Stockholm. Väggmålningarna i Sankt Nikolai kyrka i Örebro är utförda av Caleb Althin och Edward Bergh. En målningarna i Nikolaikyrkan är utförd av Caleb Althin: "Olaus och Laurentius Petri, åtnjutande undervisning i Örebro karmeliterklosters trädgård". Han var verksam som illustratör.
Caleb Althin finns representerad på Nationalmuseum i Stockholm och Uppsala universitetsbibliotek. Han är begravd på Djursholms begravningsplats.
Caleb Althins brorson Torsten Althin ledde 1924 uppbyggnaden av Tekniska museet i Stockholm.

## Galleri

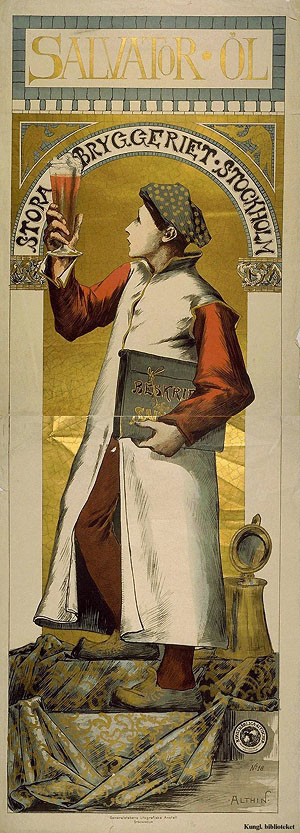
Affisch Salvator öl, Stora Bryggeriet
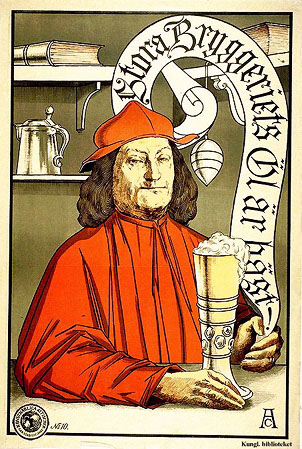
Affisch Stora bryggeriets öl är bäst!, Stora Bryggeriet
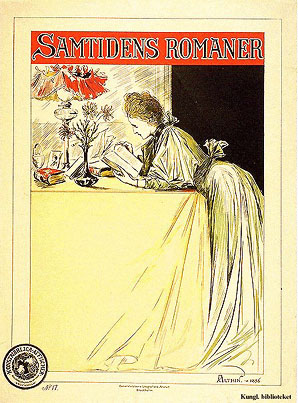
Affisch Samtidens romaner
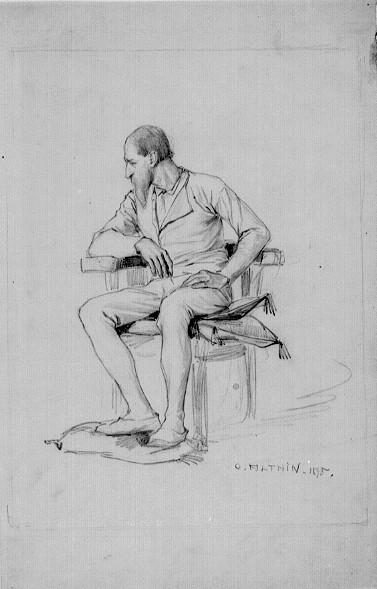
Blyertsteckning
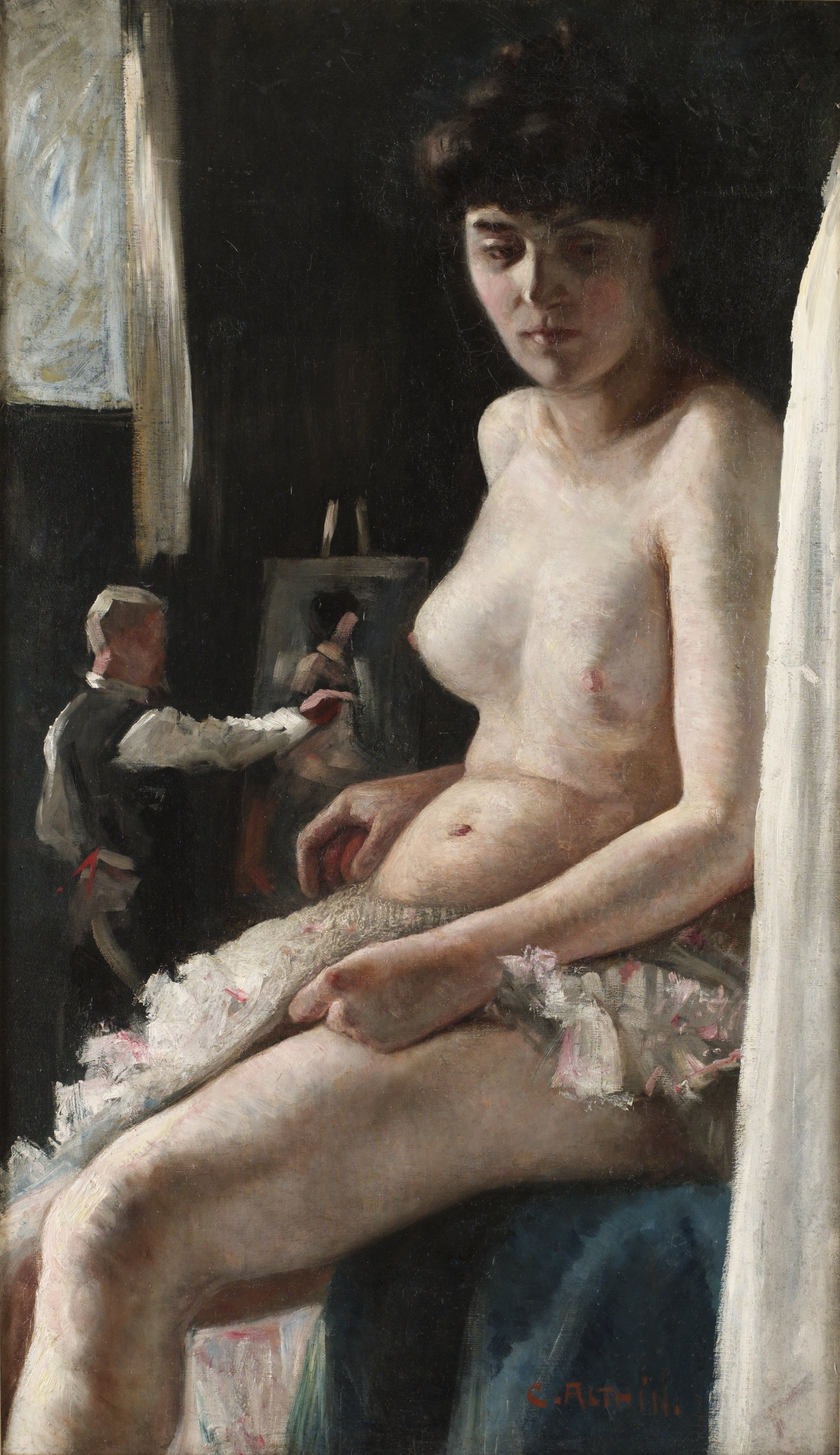
Konstnärens modell, olja på duk.